# 新宿区立早稲田小学校
新宿区立早稲田小学校（しんじゅくくりつわせだしょうがっこう）は、東京都新宿区早稲田南町にある公立小学校。

## 沿革
- 1900年（明治33年）
  - 5月22日 - 早稲田尋常小学校として開校。開校時点の児童数は、男子111名・女子115名の計226名。　　
  - 6月10日 - 創立開校式挙行。校舎は、木造2階建。
- 1901年（明治34年）3月28日 - 高等科を併置し、早稲田尋常高等小学校と改称。
- 1903年（明治36年）5月17日 - 増築落成式挙行。
- 1908年（明治41年）4月1日 - 高等科を分離し、校名を早稲田尋常小学校に戻す。
- 1915年（大正4年）6月10日 - 屋内体操場を新築。
- 1919年（大正8年）2月20日 - 新築校舎工事竣工。
- 1923年（大正12年）9月1日 - 12時頃に発生した関東大震災により、校舎に多数の被害が出た。
- 1928年（昭和3年）2月10日 - 鉄筋コンクリート3階建の改築校舎落成式挙行。
- 1941年（昭和16年）4月1日 - 国民学校令により、東京府東京市早稲田国民学校と改称。
- 1943年（昭和18年）7月1日 - 東京府と東京市が統合した東京都発足により、東京都早稲田国民学校と改称。
- 1944年（昭和19年）6月17日 - 戦局の悪化により、栃木県八箇寺院に八学寮開設し、学童集団疎開実施。
- 1945年（昭和20年）5月25日 - 戦災により、校舎4分の3が被害を受ける。
- 1946年（昭和21年）
  - 3月30日 - 東京都牛込第四国民学校と改称。
  - 4月15日 - 牛込幼稚園（現:早稲田幼稚園）併設。
- 1947年（昭和22年）4月1日 - 学制改革により、東京都新宿区立牛込第四小学校と改称。
- 1948年（昭和23年）4月1日 - 東京都新宿区立早稲田小学校と改称。
- 1952年（昭和27年）8月31日 - 給食室設置。
- 1954年（昭和29年）11月11日 - 図書館新設。
- 1973年（昭和48年）10月1日 - 校庭レイコールドウォークトップ舗装。
- 1984年（昭和59年）1月10日 - 体育館・プール落成式挙行。
- 1996年（平成8年）10月11日 - 校舎外壁耐震工事。
- 2000年（平成12年） - 4月1日 - 新宿区立早稲田小学校と改称。
- 2006年（平成18年）
  - 2月24日 - 校庭改修・体育館トイレ改修。
  - 3月30日 - 屋上改修。
- 2007年（平成19年）11月5日 - 体育館外壁工事。
- 2008年（平成20年）8月17日 - 特別教室等空調設備工事。
- 2010年（平成22年） - 10月28日 - 校舎外壁改修。
- 2014年（平成26年）5月30日 - 屋上水田改修。
- 2016年（平成28年）9月30日 - トイレ洋式化工事と普通教室化工事実施。
- 2018年（平成30年）3月9日 - 校庭改修工事（人工芝化）。

## 教育目標
- 考えて行動する子ども
- 思いやりのあるやさしい子ども
- 健康でたくましい子ども

## 学区
- 榎町・喜久井町・天神町（41番～85番）・戸山一丁目（1番～19番・22番～24番）・西早稲田二丁目（1番1号～1番23号）・馬場下町・原町一丁目（1番～13番・18番～76番）・原町二丁目（13番～29番・44番～72番）・原町三丁目（14番～82番・90番～92番）・東榎町・弁天町・若松町（33番～38番）・早稲田町・早稲田南町[1]

小学校の児童数と教員数
| 年度     | 児童総数 | 1年生 | 2年生 | 3年生 | 4年生 | 5年生 | 6年生 | 教員数 | 職員数 |
| -------- | -------- | ----- | ----- | ----- | ----- | ----- | ----- | ------ | ------ |
| 令和元年 | 552人    | 100人 | 96人  | 85人  | 98人  | 85人  | 88人  | 26人   | 3人    |
| 令和2年  | 577人    | 113人 | 99人  | 100人 | 82人  | 100人 | 83人  | 26人   | 4人    |
| 令和3年  | 605人    | 113人 | 111人 | 102人 | 99人  | 83人  | 97人  | 28人   | 5人    |
| 令和4年  | 630人    | 120人 | 114人 | 114人 | 99人  | 99人  | 84人  | 29人   | 5人    |
| 令和5年  | 644人    | 98人  | 123人 | 112人 | 114人 | 98人  | 100人 | 31人   | 5人    |

## 周辺
- 新宿区立早稲田幼稚園 - 区立小学校に進学する場合の進学前幼稚園で、同一敷地内に所在。
- 新宿区立牛込第二中学校 - 区立中学校に進学する場合の進学先中学校。新宿区道をはさんで敷地が隣接。
- 早稲田大学喜久井町キャンパス
- 東京都道・埼玉県道25号飯田橋石神井新座線
- この他、中小規模の寺院や公園が点在する。

## アクセス
- 東京メトロ東西線早稲田駅（出口1）から、徒歩約345m・約5～6分。
- 都営バス「早81」系統で、「喜久井町」バス停から、徒歩約225m・約3～4分。

## 主な出身者
- 秋篠宮妃紀子（皇族、親王妃）